# Прадет
Праде́т (фр. Pradettes) — коммуна во Франции, находится в регионе Юг — Пиренеи. Департамент коммуны — Арьеж. Входит в состав кантона Мирпуа. Округ коммуны — Сен-Жирон.
Код INSEE коммуны — 09233.

## Население
Население коммуны на 2008 год составляло 38 человек.
| 1962 | 1968 | 1975 | 1982 | 1990 | 1999 | 2008 |
| ---- | ---- | ---- | ---- | ---- | ---- | ---- |
| 16   | 11   | 7    | 29   | 42   | 37   | 38   |

## Экономика
В 2007 году среди 28 человек в трудоспособном возрасте (15—64 лет) 19 были экономически активными, 9 — неактивными (показатель активности — 67,9 %, в 1999 году было 74,2 %). Из 19 активных работали 17 человек (10 мужчин и 7 женщин), безработных было 2 (1 мужчина и 1 женщина). Среди 9 неактивных 6 человек были пенсионерами, 3 были неактивными по другим причинам.